# Ancylostoma duodenale
Ancylostoma duodenale är en parasitisk nematod som infekterar människor. Nematoder, eller rundmaskar, är en mycket individrik grupp av flercelliga, maskliknande organismer.
A. duodenale förekommer oftast tillsammans med släktingen Necator americanus och de är vanligast i Afrika, Asien och Sydamerika. Det är framförallt människor i fattiga områden med bristande sanitära förhållanden som infekteras av parasiten. A. duodenale penetrerar huden, vanligtvis på fötterna, och vandrar sedan genom kroppen via lungorna för att slutligen nå tunntarmen. I tarmen hakar parasiten sig fast med sina vassa tänder och livnär sig på att suga blod. En obehandlad infektion av A. duodenale kan leda till kroniska infektioner samt blodbristanemi. Barn är de som drabbas värst av infektionen, vilket kan leda till en försämrad fysisk och kognitiv utveckling.

## Historia
De tidigaste dokumentationerna om nematodinfektion är från 200-talet f.Kr. I Corpus Hippocraticum refereras det till en sjukdom som karakteriserades av problem med mage och tarm samt en gul-grönfärgad hud. Första definitiva observationen av A. duodenale gjordes 1838 efter en obduktion utförd av Angelo Dubini. Han namngav parasiten och beskrev också dess tänder i detalj. Under mitten av 1800-talet spreds rapporter om infektionen runt om i världen. År 1878 uppfann Giovanni B. Grassi och hans kollegor en analysmetod där avföringen från en eventuellt smittad undersöktes i mikroskop. Vid infektion finns ett stort antal ägg i den smittades avföring. 
År 1880 gjordes den första kopplingen mellan parasiten och anemi hos gruvarbetare i St. Gotthardtunneln i Alperna. Kort därefter utvecklades det första läkemedlet mot infektionen, kallat Tymol, som användes fram till 1920-talet. A. duodenales livscykel klargjordes 1898 av Arthur Looss och Charles W. Stiles
Under de senaste 50 åren har antalet infekterade människor varit i stort sett konstant trots alla framsteg inom forskning och hälsovård. Orsaken är troligtvis en ökad befolkning och att en stor del av dessa bor i fattiga områden med sanitära problem, vilka är de hårdast drabbade.

## Utbredning

Utbredning av A. duodenale och N. americanus.

A. duodenales utbredning är svår att avgöra, då den oftast förekommer tillsammans med släktingen Necator americanus, en  nematod från samma familj som också den infekterar människor. Dock föredrar A. duodenale lite svalare och torrare klimat än N. americanus, som trivs i tropiska och subtropiska klimat. 
Arterna är vanligast söder om Sahara i Afrika och östra Asien, men förekommer även i fattiga områden på landsbygden i Kina, Indien och Amerika. A. duodenale finns också i norra Afrika, medelhavsområdet och delar av norra Kina. Båda arterna är ovanliga i tempererat klimat. Parasiternas förekomst har starkt samband med låg socioekonomisk status, oftast är det människor som tjänar mindre än 2 $ per dag som blir infekterade .

## Uppbyggnad

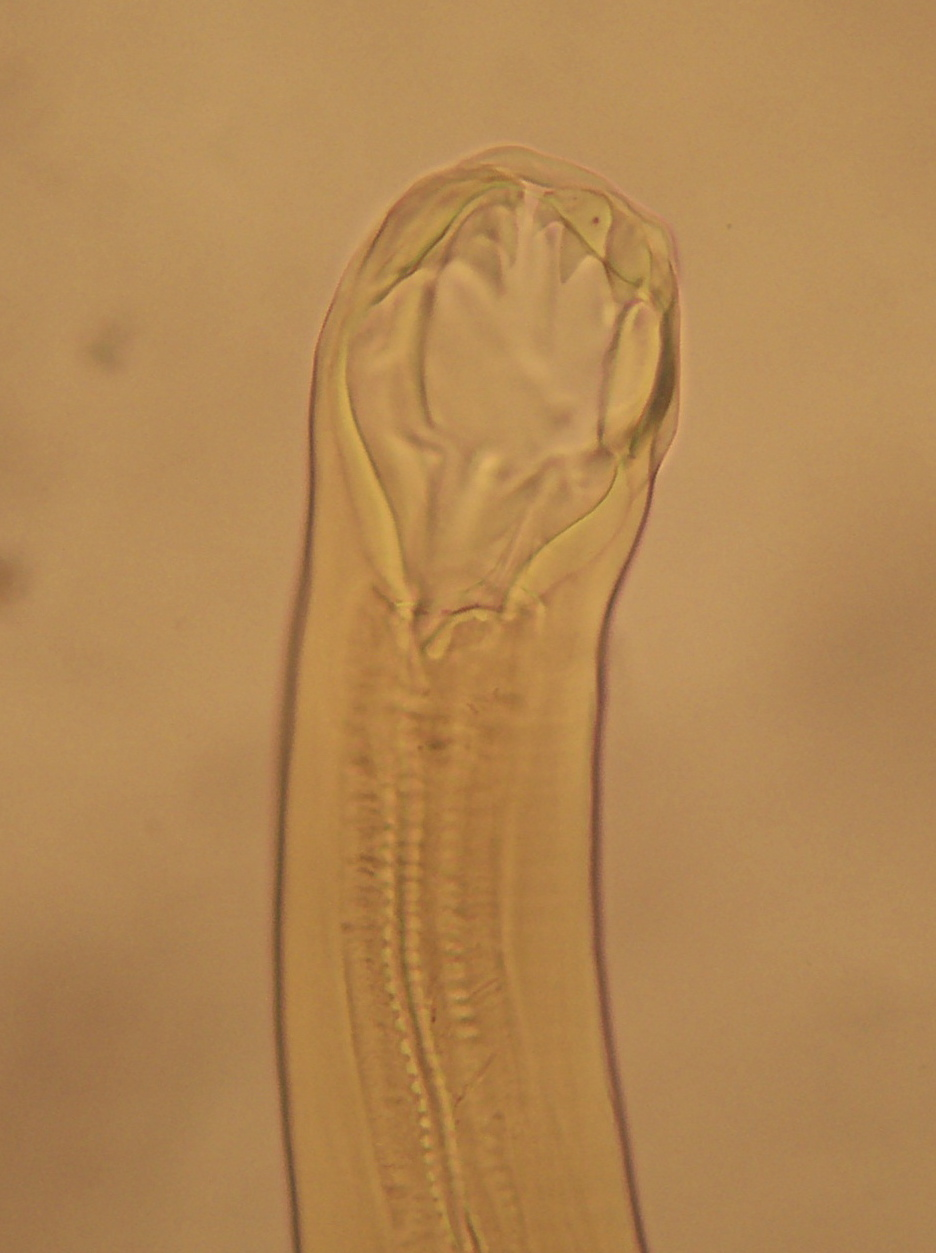
Foto på A. duodenale, här kan man se tänderna lite svagt

A. duodenale tillhör gruppen nematoder (rundmaskar) som är en mycket individrik grupp av flercelliga organismer.
Äggen är ovala med ett tunt skal och larven är vit med en rosaaktig ton. I det initiala skedet är larven en liten oval struktur som därefter når mellanstadiet och utvecklar en rörliknande tarm som sträcker sig från främre till bakre delen av larven. Efter ytterligare ett par dagar har den vuxit färdigt och når sitt slutgiltiga stadium. En vulva blir då synlig hos honan. Ytterhuden är elastisk och ömsas fyra gånger under den totala livscykeln. Larven har en avsmalnad fram- och bakända och är symmetriskt bilateral, höger och vänster kroppshalva är identiskt uppbyggd. Innanför huden finns längsgående muskler och en vätskefylld kroppshåla som skapar ett hydrostatiskt tryck. På grund av trycket sprutas avföringen ut ur anus. Larvens främre del utgörs av stora läppar med två kraftfulla tänder på varje sida samt två mindre tänder längre in i munhålan. I svalget finns en muskel som pumpar in mat i den rörlika tarmen som leder till  larvens bakre del.  
A. duodenale har en sexuell förökning. Det finns en tydlig könsdimorfism mellan honan och hanen. Honan är 10–13 mm medan hanen är 8–11 mm lång. Honans vulva är placerad cirka en tredjedel in mot kroppen räknat från bakändan. Innanför finns en vagina med rörliknande äggledare, äggstockar och livmoder. Denna producerar upp till 30 000 ägg per dag. Hanarna har en testikel med en sädesledare som mynnar ut i tarmen. I ändtarmen finns ett hölje med två nålar som sticker fram under parning och används för att vidga honans slidöppning. Spermierna sprutas sedan in snabbt med en kraft som övervinner det hydrostatiska trycket.

## Livscykel

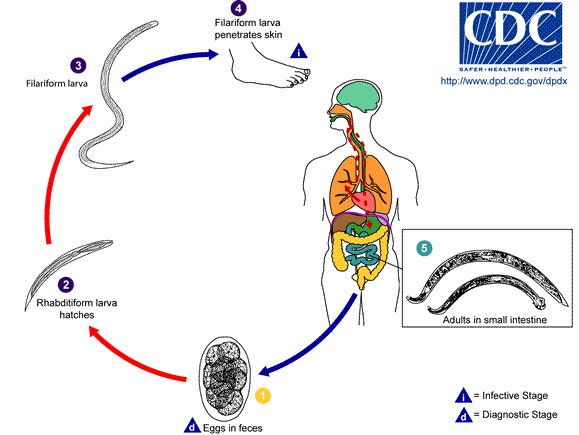
1. Äggen kommer ut ur tarmen via avföringen 2. Efter en till två dagar kläcks äggen 3. De växer till sig under fem till tio dagar och är i detta stadium smittsamma 4. Får kontakt med ny värd

Maskarna tar sig in genom huden via sprickor eller hårsäckar. Därefter transporteras de genom blodkärlen fram till hjärtat och vidare till lungorna. Masken tränger sig igenom alveolerna och klättrar upp i bronkerna. Därefter stiger de upp till luftstrupen (ofta hostar man upp dem) där de sväljs och når tunntarmen. Väl inne i tunntarmen mognar de till vuxna maskar och fäster sig i slemhinnan med sina vassa tänder och livnär sig på blod, upp till 0,26 milliliter per dag. Detta resulterar i blodförlust hos värden . Både hanar och honor fäster i tarmväggen och kan där para sig. Hanens bakre del slingrar sig runt honans slidöppning och håller sig fast med hjälp av nålarna som finns innanför höljet och för in sina spermier. Honan lägger sedan ägg, cirka 10 000–30 000 om dagen, som följer med ut via avföringen och kommer ut i naturen. Denna process tar cirka 5–8 veckor från det att masken kommer in i kroppen tills den når tarmen. Väl ute kan de delas upp i olika stadier. Vid det första stadiet är det äggen som kläcks, vilket de gör redan efter en till två dagar. Därefter utvecklas de till ej smittsamma rhabditiformlarver som är det andra stadiet. Larverna växer till sig i avföringen eller i marken och redan efter fem till tio dagar har de kommit till det tredje stadiet som kallas filariform. Vid detta stadium kan de överleva i gynnsamma miljöer upp till fyra veckor innan de får kontakt med en ny värd och kan påbörja en ny cykel av infektion.

## Infektion
A. duodenale och den talrikare släktingen N. americanus är bland de vanligaste orsakerna till infektion hos människor. Runt om i världen beräknas 700 miljoner människor vara smittade. Ofta är den drabbade infekterad av mer än en art av jordöverförda parasiter samtidigt. Infektion sker genom huden, framförallt mellan tårna. Men kan också ske via munnen (oralt) genom förorenat vatten eller råa grönsaker.
Infektionen sprider sig i fattiga områden med dåliga sanitära förhållanden, även tillgången till rent vatten har betydelse. Särskilt illa är det där mänsklig avföring används som gödsel. Äggen kan då lätt sprida sig eftersom de kommer ut med avföringen. Om äggen hamnar i jord med bra förhållanden kan parasiten växa till sig och sedan penetrera huden på en människa.

## Symptom
Mortaliteten är låg men däremot kan kroniska infektioner kraftigt påverka värdens hälsa . Den allvarligaste konsekvensen av infektion är långvarig blodförlust som leder till järnbristanemi samt hypoalbuminemia (proteinbrist). 
Symptomen är ofta få och är till stor del samma som vid järnbristanemi och hypoalbuminemia ex allmän svaghet, utmattning, hjärtklappning, yrsel. Där parasiten penetrerar huden kan en stickande känsla följd av klåda uppkomma. När den passerar andningssystemet kan det orsaka hosta. Vanligtvis får man inga symptom när den nått tarmen där den suger blod . Det händer att individer upplever smärta i övre delen av magen, matsmältningsbesvär, ingen aptit och diarré. Dock är det inte helt bevisat att dessa besvär är orsakade av infektionen. Barn kan få minskad tillväxt samt försämrad fysisk och kognitiv utveckling, vilket till exempel kan leda till dåliga prestationer i skolan. 
Infekterade barn och gravida kvinnor är de som drabbas hårdast eftersom de har större behov av järn. I områden där mängden järn i födan är liten och/eller svårupptaglig blir infektionerna allvarligare, eftersom järnbrist snabbare uppstår. Det är inte bara mängden parasiter som avgör hur stor påverkan infektion får även ex vilken art/kombination av arter samt den infekterades behov, nivå och intag av järn påverkar. Infektionen räknas som lätt om ingen eller liten blodbrist uppstår och som svår om järnbristanemi uppstår.

## Diagnos och behandling
Det är ofta järnbristanemi som ger upphov till misstanke om infektion, vilket ett avföringsprov kan visa då ägg kommer ut med avföringen. Behandlingens mål är att få bort de adulta stadierna av parasiten från tunntarmen. De mest använda medicinerna är mebendazole och albendazole, som är effektivare. De förhindrar parasiternas cellskelett att byggas upp vilket gör att de dör på ett par dagar. Vid anemi ges även tillskott av järn. På vissa håll vaccineras barn regelbundet vilket har visat sig ge goda effekter på barnens utveckling och skolresultat.

## Samspel med immunförsvaret
Studier visar att infektion av A. duodenale motverkar ett dysfunktionellt immunförsvar. Under generationer har människor antagligen levt med och anpassat sig till dessa parasiter. Det är också troligt att parasiterna har anpassats till oss som värdar genom så kallad samevolution. Vid lättare infektion får vi, om näringsintaget är tillräckligt, oftast inte några symtom. Vissa studier talar för att immunförsvaret, som är vant vid dessa parasiter, kan bli hyperaktivt i frånvaro av dessa och istället angripa kroppsegna celler. 
Forskning har visat att A. duodenale, bättre än någon annan undersökt parasit, kan skydda mot astma.